# Christian Schiemann
Christian Ludvig Adolph Schiemann (født 10. november 1824 i København, død 22. april 1915 sammesteds) var en dansk obospiller, 1851–1874 gift med Augusta Schiemann.
Schiemann lærte oprindelig klaver og violin, men kastede sig fra sit tolvte år særlig over oboen som elev af kapelmusikus Christian Frederik Barth. 1845 blev han ansat i Det Kongelige Kapel, og allerede fem år efter indtog han solistpladsen, som han i hen ved 50 år — han tog sin afsked 1895 — i kraft af sin tones ejendommelige klangskønhed, sin fuldendte teknik og sin alsidige musikbegavelse beklædte som et af Kapellets mest fremragende medlemmer. Han blev derfor ofte blev nævnt som del af det (kortlivede) "store trekløver", hvis andre kunstnere var klarinettisten Mozart Petersen og fløjtenisten Niels Petersen. 
Ved gentagne rejser i udlandet gjorde Schiemann sig også gældende som obovirtuos af første rang; som lærer talte han alle yngre danske oboister blandt sine elever. Sammen med Axel Waldemar Lanzky og Franz Neruda lagde han grunden til Kapellets soireer for kammermusik. Schiemann har også udgivet forskellige hæfter med studier for obo.
Han blev Ridder af Dannebrog 1890 og Dannebrogsmand 1906. 1912 blev han titulær professor.
Han er begravet på Assistens Kirkegård.